# چاغری شنسوی
چاغری شنسوی (انگلیسی: Çağrı Şensoy؛ زادهٔ ۱۷ آوریل ۱۹۸۶) بازیگر سینما اهل ترکیه است. وی از سال ۲۰۰۸ میلادی تاکنون مشغول فعالیت بوده‌است.